# ベルトルト・ラウファー
ベルトルト・ラウファー（Berthold Laufer、1874年10月11日 - 1934年9月13日）は、ドイツ生まれのアメリカ合衆国の人類学者、東洋学者、博物館員。

## 経歴
ラウファーはケルンの中流ユダヤ人家庭に生まれた。1893年にベルリン大学に入学してオットー・フランケに仏教学を、ヴィルヘルム・グルーベに中国語、ゲオルク・フォン・デア・ガーベレンツにマレー語、ゲオルク・フートにチベット語、ルドルフ・ランゲに日本語を学んだ。1895年、地元の新聞に日本の民話の翻訳を連載した。同年ライプツィヒ大学に移ってアウグスト・コンラーディらに学び、チベット語文献の批判的分析によって1897年に博士の学位を取得した。
翌1898年、同じドイツユダヤ系のフランツ・ボアズに招かれてアメリカ合衆国に移り、翌年にかけてジェサップ探検隊によるサハリンとアムール川河口一帯のフィールドワークを率い、アイヌ、ニヴフ、エヴェンキ、ナナイなどの人々の調査を行った。
1901年から1904年にかけてアメリカ自然史博物館に雇われ、ジェイコブ・シフをスポンサーとする中国探検を率いた。探検終了後は同博物館の民族学輔佐の職を得た。翌1905年にはコロンビア大学の人類学講師に就任したが（1906年からは東アジア諸言語の講師を兼任）、1907年には大学を去ってシカゴのフィールド自然史博物館のキュレーターになった（1907年から東アジア部門のassistant curator, 1911年にアジア民族学部門のassociate curator, 1915年に人類学部門のcurator）。
1907年から1911年まで、ラウファーは博物館のためにチベットを探検しようとしたが、チベット入りには失敗した。かわりに中国各地で古物約8000点を収集して博物館に納めた。中華民国時代の1923年に短期間中国を訪れて約1800点の品を得ているが、その多くは紫禁城から流出したものであったという。1931年にシカゴ大学の名誉法学博士の学位を贈られた。
1934年9月13日、住んでいたホテルの8階の非常出口から落ちて死んだ。癌を苦にしての自殺とされる。没後、その蔵書はフィールド博物館に寄贈された。

## 研究内容・業績
とくに中国とその周辺のさまざまな文物に関する研究が多い。当時のアメリカには中国研究者といえる人物がほとんどいない中、ラウファーの研究は異彩をはなっていた。

## 主要な著書
ラウファーには450以上の著作がある。有名な論文には漢代の陶俑を考察した『Chinese Clay Figures』、漢籍をもとに中国とイランの関係を考察した『Sino-Iranica』などがある。
- Jade: A Study in Chinese Archaeology and Religion. Field Museum of Natural History. (1912)
- Notes on Turquois in the East. Field Museum of Natural History. (1913)
- Chinese Clay Figures. Field Museum of Natural History. (1914)
- The Diamond: A Study in Chinese and Hellenistic Folk-lore. Field Museum of Natural History. (1915)
- The Beginnings of Porcelain in China. Field Museum of Natural History. (1917)
- Sino-Iranica. Field Museum of Natural History. (1919)

ラウファーの手紙などは1970年代に編集出版されている。
- Hartmut Walravens, ed (1976). Kleinere Schriften von Berthold Laufer. 1. Wiesbaden: Franz Steiner（第2巻は1979年、第3巻は1985年）

以下は日本語訳。
- 武田雅哉 訳『サイと一角獣』博品社、1992年。ISBN 4938706032。（Chinese Clay Figures (1914) の抄訳）
- 福屋正修 訳『キリン伝来考』博品社、1992年。ISBN 4938706008。（The Giraffe in History and Art (1928) の翻訳）
- C.M.ウィルバー 編、福屋正修 訳『ジャガイモ伝播考』博品社、1994年。ISBN 4938706164。（The American Plant Migration Part I: Potato (1938) の抄訳）
- 杉本剛 訳『飛行の古代史』博品社、1994年。ISBN 4938706148。（The Prehistory of Aviation (1928) の翻訳）
- 小林清市 訳『鵜飼 : 中国と日本』博品社、1996年。ISBN 4938706296。（The Domestication of the Cormorant in China and Japan (1931) の翻訳）
- 尾形希和子; 武田雅哉 訳『スキタイの子羊』博品社、1996年。ISBN 4938706261。（「ピンナとシリアの子羊」の題で The Story of the Pinna and the Syrian Lamb (1915) の翻訳を含む）
- 杉穎夫 訳『古代イランの文明史への中国の貢献 : とくに栽培植物と産物の由来について』新風舎、2007年。ISBN 9784289017133。（Sino-Iranica (1919) の翻訳）
- 松下富子 訳『シノイラニカ : 古代アジア・ペルシャに由来する植物と文化の博物史』ココデ出版/本の風景社、2008年。ISBN 9784903703183。（上に同じ）